# Islandia en el Festival de la Canción de Eurovisión 2023
Islandia participó en el LXVII Festival de la Canción de Eurovisión, que se celebró en Liverpool, Reino Unido del 9 al 13 de mayo de 2023, tras la imposibilidad de Ucrania de acoger el concurso por la victoria de Kalush Orchestra con la canción «Stefania». La Ríkisútvarpið (RÚV) (Servicio Nacional de Radiodifusión de Islandia en español), radiodifusora encargada de la participación islandesa dentro del festival, decidió mantener el formato de selección tradicional, organizando el Söngvakeppnin para elegir al representante del país en el concurso eurovisivo.
El festival celebrado en tres fines de semana, celebró su final el 4 de marzo de 2023 donde fue declarada ganadora Diljá Pétursdóttir con el tema de corte pop «Power».

## Historia de Islandia en el Festival
Islandia debutó en el Festival de 1986, participando desde entonces en 38 ocasiones. Los mejores resultados de Islandia son un par de ocasiones en 2° lugar: en 1999, con Selma con la canción pop «All Out of Luck» y la segunda ocasión en 2009 con Yohanna y la balada «Is it true?». Aunque es un país regular dentro de la gran final, Islandia solo se ha clasificado en 7 ocasiones dentro de los 10 mejores del concurso. Recientemente Islandia mantuvo una racha de 4 eliminaciones en semifinales, desde 2015 a 2018.
En 2022, las ganadoras del tradicional Söngvakeppnin Systur, terminaron en 23.ª posición con 20 puntos en la gran final: 10 puntos del televoto (18.ª) y 10 del jurado profesional (23ª), con el tema «Með hækkandi sól».

## Representante para Eurovisión

### Söngvakeppnin2023
El Söngvakeppnin 2023 fue la 36.ª edición de la final nacional islandesa. Islandia confirmó su participación en el Festival de la Canción de Eurovisión 2023 el 29 de agosto de 2022, con el anuncio de la organización de una nueva edición del Söngvakeppnin como método de selección de su representante en Eurovisión. El proceso de recepción de candidaturas fue abierto ese mismo día hasta el 4 de octubre de 2022, habiéndose recibido 132 propuestas. El 28 de enero de 2023 se revelaron las 10 canciones participantes, que fueron seleccionadas por la RÚV junto a un comité formado bajo la consulta de la Asociación de Compositores (FTT) y la Unión Islandesa de Músicos (FIH).

#### Formato y Jurado
La competencia consistió en 3 galas: dos semifinales y una final. En las semifinales, se presentaron 5 participantes en cada gala, los cuales se sometieron a una sola ronda de votación exclusiva del público. Las 2 canciones con más votos avanzaban a la final. Además los organizadores tuvieron la opción de escoger un quinta finalista como wildcard entre las no seleccionadas. En esta ronda, los artistas debieron interpretar forzosamente la versión en islandés de su tema, pudiendo usar la versión en inglés para la siguiente.
De esta forma, en la final se presentaron cinco finalistas, sometiéndose a 2 fases de votación: la primera, en la que después de la presentación de las 5 candidaturas, fueron sometidos a una votación 50/50 entre la votación del público y un panel compuesto por 10 jurados. Las dos canciones con mayor sumatoria avanzaron a la Súper Final. En la Súper Final, los dos finalistas se sometieron a una votación 100% del público a la que se sumaron los votos conseguidos en la primera ronda. En esta ronda, el mayor votado fue declarado ganador del festival y representante de Islandia en Eurovisión.
El 4 de marzo de 2023, día de la final, se anunciaron a los diez miembros del jurado, compuesto por cuatro miembros islandeses y seis extranjeros:
- Lovísa Elísabet Sigrúnardóttir – músico
- Jón Ólafsson – músico
- Jóhann Kristófer Stefánsson – músico
- Guðlaug Sóley Höskuldsdóttir – músico
- Gaute Ormåsen – cantante, representante de Noruega en el Festival de Eurovisión 2022 como parte de Subwoolfer
- Ersin Parlak – agente musical y jefe de prensa de San Marino en Eurovisión.
- Ramūnas Zilnys – jefe de programación musical en LRT
- Helena Nilsson – manager de redes sociales
- Emely Griggs – Directora de programación en SBS
- Ilhan Haydar –  cantante, representante de Dinamarca en el Festival de Eurovisión 2022 como parte de Reddi

#### Candidaturas
| Artista                  | Versión en islandés (Traducción)                                               | Versión en inglés (Traducción)                                                  | Autor(es) |
| ------------------------ | ------------------------------------------------------------------------------ | ------------------------------------------------------------------------------- | --- |
| Benedikt                 | «Þora» (Atrévete)                                                              | «Brave Face» (Cara de valiente)                                                 | Benedikt Gylfason, Hildur Kristín Stefánsdóttir, Una Torfadóttir                                             |
| Bragi                    | «Stundum Snýst Heimurinn Gegn Þér» (En ocasiones el mundo está en contra tuya) | «Sometimes The World's Against Us» (En ocasiones el mundo está contra nosotros) | Bragi Bergsson, Joy Deb, Rasmus Palmgren, Aniela Eklund                                                      |
| Celebs                   | «Dómsdags Dans» (Baile del Juicio Final)                                       | «Doomsday Dancing» (Baile del Juicio Final)                                     | Hrafnkell Hugi Vernharðsson, Katla Vigdís Vernharðsdóttir, Valgeir Skorri Vernharðsson, Árni Hjörvar Árnason |
| Diljá                    | «Lifandi Inni í Mér» (Vivo dentro de mí)                                       | «Power» (Poder)                                                                 | Pálmi Ragnar Ásgeirsson, Diljá Pétursdóttir                                                                  |
| Kristín Sesselja         | «Óbyggðir» (Naturaleza)                                                        | «Terrified» (Aterrada)                                                          | Kristín Sesselja Einarsdóttir, Tiril Beisland, Vetle Sigmundstad, Guðrún Helga Jónasdóttir                   |
| Langi Seli og Skuggarnir | «OK» (OK)                                                                      | N/A                                                                             | Axel Hallkell Jóhannesson, Erik Robert Qvick, Jón Þorleifur Steinþórsson                                     |
| Móa                      | «Glötuð Ást» (Amor perdido)                                                    | «Lose This Dream» (Perder este sueño)                                           | Móeiður Júníusdóttir, Guðrún Sigríður Guðlaugsdóttir                                                         |
| Sigga Ózk                | «Gleyma Þér Og Dansa» (Despreocúpate y baila)                                  | «Dancing Lonely» (Bailando sola)                                                | Klara Elias, Alma Goodman, David Mørup, James Gladius Wong                                                   |
| Silja Rós & Kjalar       | «Ég Styð Þína Braut» (Apoyo tu camino)                                         | «Together We Grow» (Juntos crecemos)                                            | Silja Rós Ragnarsdóttir, Rasmus Olsen                                                                        |
| Úlfar                    | «Betri Maður» (Un hombre mejor)                                                | «Impossible» (Imposible)                                                        | Rob Price, Úlfar Viktor Björnsson, Elín Sif Halldórsdóttir                                                   |

#### Semifinales

##### Semifinal 1
La semifinal 1 tuvo lugar el 18 de febrero de 2023, presentada por Unnsteinn Manuel Stefánsson, Ragnhildur Steinunn Jónsdóttir y Sigurður Þorri Gunnarsson desde los estudios de la RÚV en la capital Reikiavik. 5 canciones compitieron por 2 pases a la final en una ronda de votación determinada al 100% por el público. Tras la realización de la segunda semifinal, Celebs recibió el wildcard por parte de los organizadores para unirse como los quintos finalistas.
| N.º | Artista  | Canción                            | Lugar | Votos |
| --- | -------- | ---------------------------------- | ----- | ----- |
| 1   | Benedikt | «Þora»                             | 5     | 2,262 |
| 2   | Diljá    | «Lifandi Inni í Mér»               | 1     | 9,605 |
| 3   | Celebs   | «Dómsdags Dans»                    | 3     | 7,133 |
| 4   | Bragi    | «Stundum Snýst Heimurinn Gegn Þér» | 2     | 7,135 |
| 5   | Móa      | «Glötuð Ást»                       | 4     | 3,308 |

##### Semifinal 2
La semifinal 2 tuvo lugar el 25 de febrero de 2023, presentada por Unnsteinn Manuel Stefánsson, Ragnhildur Steinunn Jónsdóttir y Sigurður Þorri Gunnarsson desde los estudios de la RÚV en la capital Reikiavik. 5 canciones compitieron por 2 pases a la final en una ronda de votación determinada al 100% por el público. 
| N.º | Artista                  | Canción               | Lugar | Votos  |
| --- | ------------------------ | --------------------- | ----- | ------ |
| 1   | Úlfar                    | «Betri Maður»         | 3     | 6,862  |
| 2   | Kristín Sesselja         | «Óbyggðir»            | 5     | 2,638  |
| 3   | Langi Seli og Skuggarnir | «OK»                  | 1     | 12,714 |
| 4   | Silja Rós & Kjalar       | «Ég Styð Þína Braut»  | 4     | 5,178  |
| 5   | Sigga Ózk                | «Gleyma Þér Og Dansa» | 2     | 10,024 |

#### Final
La final tuvo lugar el 4 de marzo de 2023, presentada por Unnsteinn Manuel Stefánsson, Ragnhildur Steinunn Jónsdóttir y Sigurður Þorri Gunnarsson desde los estudios de la RÚV en la capital Reikiavik. Las 5 canciones ganadoras de las semifinales compitieron en una ronda de votación determinada en una combinación de un 50% para un jurado profesional y 50% para el televoto.  Las 2 canciones mejor puntuadas obtuvieron el pase a la súper final en la que la más votada por el público obtendría el pase a Eurovisión. Tras la segunda ronda de votación, fue declarada ganadora la cantante Diljá Pétursdóttir con la canción de corte pop «Power», compuesta por ella misma junto a Pálmi Ragnar Ásgeirsson. De esta forma, se convirtió en la 39.ª representante de la isla en el festival eurovisivo.
| N.º | Artista                  | Canción                            | Jurado | Televoto | Lugar | Votos  |
| --- | ------------------------ | ---------------------------------- | ------ | -------- | ----- | ------ |
| 1   | Sigga Ózk                | «Dancing Lonely»                   | 24,350 | 12,179   | 5     | 36,529 |
| 2   | Bragi                    | «Sometimes The World's Against Us» | 22,345 | 14,463   | 4     | 36,808 |
| 3   | Celebs                   | «Doomsday Dancing»                 | 23,491 | 17,436   | 3     | 40,927 |
| 4   | Diljá                    | «Power»                            | 30,939 | 47,549   | 1     | 78,488 |
| 5   | Langi Seli og Skuggarnir | «OK»                               | 22,059 | 31,557   | 2     | 53,616 |

| Canción                            | Jurado 1 | Jurado 2 | Jurado 3 | Jurado 4 | Jurado 5 | Jurado 6 | Jurado 7 | Jurado 8 | Jurado 9 | Jurado 10 | Puntos |
| ---------------------------------- | -------- | -------- | -------- | -------- | -------- | -------- | -------- | -------- | -------- | --------- | ------ |
| «Dancing Lonely»                   | 2,292    | 2,292    | 2,005    | 2,292    | 1,719    | 3,438    | 3,438    | 2,005    | 2,864    | 2,005     | 24,350 |
| «Sometimes The World's Against Us» | 2,864    | 2,005    | 2,864    | 2,864    | 2,005    | 2,292    | 1,719    | 1,719    | 2,292    | 1,719     | 22,345 |
| «Doomsday Dancing»                 | 2,005    | 3,438    | 2,292    | 1,719    | 2,292    | 1,719    | 2,005    | 2,864    | 1,719    | 3,438     | 23,491 |
| «Power»                            | 3,438    | 2,864    | 3,438    | 3,438    | 2,864    | 2,864    | 2,292    | 3,438    | 3,438    | 2,864     | 30,939 |
| «OK»                               | 1,719    | 1,719    | 1,719    | 2,005    | 3,438    | 2,005    | 2,864    | 2,292    | 2,005    | 2,292     | 22,059 |

##### Súper Final
| N.º | Artista                  | Canción | Primera Ronda | Segunda Ronda | Lugar | Votos   |
| --- | ------------------------ | ------- | ------------- | ------------- | ----- | ------- |
| 1   | Diljá                    | «Power» | 78,488        | 85,515        | 1     | 164,003 |
| 2   | Langi Seli og Skuggarnir | «OK»    | 53,616        | 42,235        | 2     | 95,851  |

## En Eurovisión
De acuerdo a las reglas del festival, todos los concursantes deben iniciar desde las semifinales, a excepción del anfitrión (en este caso, Reino Unido), el ganador del año anterior, Ucrania y el Big Five compuesto por Alemania, España, Francia, Italia y el propio Reino Unido. En el sorteo realizado el 31 de enero de 2023, Islandia fue sorteada en la segunda semifinal del festival. En este mismo sorteo, se determinó que participaría en la primera mitad de la semifinal (posiciones 1-8). Semanas después, ya conocidos los artistas y sus respectivas canciones participantes, la producción del programa dio a conocer el orden de actuación, determinando que el país participaría en la séptima posición, después de Chipre y precediendo a Grecia.
Los comentarios para Islandia tanto para televisión como para radio corrieron por séptima ocasión consecutiva y decimotercera en total por parte de Gísli Marteinn Baldursson.

### Semifinal 2
Diljá tomó parte de los ensayos los días 2 y 5 de mayo así como de los ensayos generales con vestuario de la segunda semifinal los días 10 y 11 de mayo. Islandia se presentará en la posición 7, después de Chipre y antes de Grecia.